# Gaia Corona
La Gaia Corona è una struttura geologica della superficie di Venere.